# Episodi di Big Hero 6 - La serie (prima stagione)
La prima stagione della serie animata Big Hero 6 - La serie è stata trasmessa sui canali statunitense Disney Channel e Disney XD con un episodio speciale di 1 ora il 20 novembre 2017 e i restanti episodi dal 9 giugno 2018.
In Italia l'episodio speciale di 1 ora è andato in onda l'8 aprile 2018 su Disney Channel e Disney XD e i restanti episodi dal 9 aprile su Disney XD.
| nº | Titolo originale                 | Titolo italiano                                       | Prima TV USA      | Prima TV Italia |
| -- | -------------------------------- | ----------------------------------------------------- | ----------------- | --------------- |
| 1  | Baymax Returns: Part 1           | Il ritorno di Baymax (prima parte)                    | 20 novembre 2017  | 8 aprile 2018   |
| 2  | Baymax Returns: Part 2           | Il ritorno di Baymax (seconda parte)                  | 20 novembre 2017  | 8 aprile 2018   |
| 3  | Fred's Bro-Tillion               | Il Bro-Tillion di Fred                                | 9 giugno 2018     | 16 aprile 2018  |
| 4  | Big Roommates                    | Grandi coinquilini 2                                  | 9 giugno 2018     | 10 aprile 2018  |
| 5  | Issue 188                        | Numero 188                                            | 10 giugno 2018    | 9 aprile 2018   |
| 6  | Food Fight                       | La lotta del cibo                                     | 10 giugno 2018    | 11 aprile 2018  |
| 7  | Muirahara Woods                  | I boschi di Muirahara                                 | 16 giugno 2018    | 12 aprile 2018  |
| 8  | Failure Mode                     | Modalità di errore                                    | 23 giugno 2018    | 13 aprile 2018  |
| 9  | Aunt Cass Goes Out               | L'appuntamento della zia Cass                         | 30 giugno 2018    | 17 aprile 2018  |
| 10 | The Impatient Patient            | Il paziente impaziente                                | 7 luglio 2018     | 18 aprile 2018  |
| 11 | Mr. Sparkles Loses His Sparkle   | Il signor Scintilla perde le sue scintille            | 14 luglio 2018    | 4 agosto 2018   |
| 12 | Killer App                       | Applicazione Killer                                   | 21 luglio 2018    | 19 aprile 2018  |
| 13 | Small Hiro One                   | Piccoli Hiro crescono                                 | 28 luglio 2018    | 18 agosto 2018  |
| 14 | Kentucky Kaju                    | Kentucky Kaiju                                        | 4 agosto 2018     | 25 agosto 2018  |
| 15 | Rivalry Weak                     | Debole rivalità                                       | 11 agosto 2018    | 6 ottobre 2018  |
| 16 | Fan Friction                     | I fan dei Big Hero 6                                  | 18 agosto 2018    | 13 ottobre 2018 |
| 17 | Mini-Max                         | Mini-Max                                              | 25 agosto 2018    | 20 ottobre 2018 |
| 18 | Big Hero 7                       | Big Hero 7                                            | 8 settembre 2018  | 2 marzo 2019    |
| 19 | Big Problem                      | Un grosso problema                                    | 15 settembre 2018 | 9 marzo 2019    |
| 20 | Steamer's Revenge                | La vendetta di Von Vapor                              | 22 settembre 2018 | 27 ottobre 2018 |
| 21 | The Bot Fighter                  | I Bot duelli                                          | 29 settembre 2018 | 16 marzo 2019   |
| 22 | Obake Yashiki                    | Obake Yashiki                                         | 6 ottobre 2018    | 23 marzo 2019   |
| 23 | Countdown to Catastrophe: Part 1 | Conto alla rovescia per la catastrofe (prima parte)   | 13 ottobre 2018   | 30 marzo 2019   |
| 24 | Countdown to Catastrophe: Part 2 | Conto alla rovescia per la catastrofe (seconda parte) | 13 ottobre 2018   | 30 marzo 2019   |
| 25 | Countdown to Catastrophe: Part 3 | Conto alla rovescia per la catastrofe (terza parte)   | 13 ottobre 2018   | 30 marzo 2019   |

## Il ritorno di Baymax
Da quando i Big Hero 6 hanno fatto la loro comparsa sconfiggendo il criminale Yokai, i Big Hero 6 continuano a proteggere la città di San Fransokyo. Nella vita al di fuori della lotta al crimine, però, i Big Hero 6 proseguono i loro studi al San Fransokyo Institute of Technology, con la nuova presidente, la signora Granville. Hiro Hamada, il leader dei Big Hero 6, decide di proseguire il corso messo in pausa da suo fratello defunto Tadashi, e ricostruisce il suo robot Baymax. Tuttavia, quella notte, quando Hiro cerca di trasferire l’intelligenza artificiale di Baymax al suo corpo, quest’ultimo fugge impazzito, e Hiro lo insegue fino al vicolo della buona fortuna, dove qui viene raggiunto dal criminale Yama e dai suoi scagnozzi, che prendono Baymax, e fanno un patto con Hiro: in cambia del suo robot, Hiro dovrà rubare un oggetto di cristallo che appartiene a Granville. Aiutato da Fred, Hiro ruba l'oggetto, e i due si recano nel covo di Yama che li danno l'oggetto richiesto. Tuttavia Yama non mantiene la promessa, e fa di Hiro e Fred suoi prigionieri. Nel frattempo, Honey Lemon, Go Go e Wasabi ottengono grazie all’intelligenza artificiale di Baymax la posizione di Hiro e Fred, e i tre si precipitano nel salvataggio dei loro due compagni, riuscendo a salvarli e recuperare il corpo di Baymax, in modo così che Hiro possa trasferire la sua intelligenza artificiale nel suo nuovo corpo, e anche l'oggetto di Granville. Yama però ha costruito delle altre copie di Baymax, che obbediscono al suo comando, e ordina di recuperare l'oggetto di Granville e distruggere la città. I Big Hero 6 distruggono i robot di Yama e impedir che questi prendino l'oggetto di Granville. A seguito di ciò, Hiro e i suoi compagni temono che possano esserci altre minacce nella città, e decidono di tornare ad essere i Big Hero 6.

## Il Bro-Tillion di Fred
Fred chiede aiuto alla squadra perché presto avrà il suo Bro-Tillion, una specie di festa in cui Fred dovrà ballare con qualcuno, e lui è molto agitato. Hiro, Baymax e il resto della squadra aiutano così Fred per il suo Bro-Tillion, fino a quando nel giorno di Bro-Tillion, arriva un nuovo supercattivo, il Barone Von Vapor, che intende catturare Fred essendo il figlio del “Mitico Boss”. I Big Hero 6 tentano di salvare Fred da Von Vapor, ma per errore quest'ultimo cattura Wasabi e se ne va. La squadra scopre che il Mitico Boss si tratta di un nome da supereroe che utilizzava il padre di Fred quando era giovane, e che Von Vapor è da sempre stato uno dei suoi nemici principali. I Big Hero 6 raggiungono il covo di Von Vapor nei sotterranei della città, e riescono a sconfiggerlo e a salvare Wasabi.

## Grandi coinquilini 2
Un ladro di borse ruba la borsetta speciale di Honey Lemon, e una volta solo in un magazzino abbandonato cerca di aprirla, finché non si nasconde quando Alistair Krei prova degli occhiali a lente verde speciali capaci di vedere tutto. Il ladro cerca così di prendere gli occhiali di Krei, ma finisce per fare un pasticcio, e diventa tutto un essere di gelatina viola con gli occhi illuminati. Quando fa la sua prima apparizione in città, i Big Hero 6 intervengono per fermarlo, e Fred decide di chiamarlo Viscidino, ma quest'ultimo riesce a fuggire. Quella sera stessa, Viscidino cattura Krei, portandolo alla torre più alta della città, obbligandolo a darli i suoi occhiali speciali. Anche se i Big Hero 6 intervengono nuovamente, Viscidino fugge un'altra volta con gli occhiali speciali di Krei.

## Numero 188
In città arriva un duo di criminali, conosciuto come le alta tensione, che sfruttano l'elettricità per sconfiggere i nemici. I Big Hero 6 intervengono, ma vengono sconfitti. Per sconfiggere le alta tensione, Fred e Go Go si recano da Richardson Mole, un ragazzino ricco e viziato e arcinemico di Fred, che ha un fumetto speciale che solo in pochi ce l'hanno, e magari qui scopriranno come sconfiggere le alta tensione. I due scoprono come fare, e raggiunti gli altri alla banca, dove si trovano le alta tensione, i Big Hero 6 stavolta riescono a sconfiggerle.

## La lotta del cibo
Hiro si reca alla Krei Tech, l'ufficio di Krei, dopo essere stato avvertito dagli altri che quest'ultimo è stato avvelenato da del sushi cattivo dalla chef ninja Momokase, che ha rubato metà di un apparecchio anti gravità creato da Krei. Nel frattempo, Cass, la zia di Hiro, scopre che quest'ultimo non c’è, e preoccupata, va a cercarla al vicolo della buona fortuna, credendo che Hiro abbia ripreso i bot duelli. Tuttavia quando Cass chiede a due bodyguard di Yama se lo scontro si terrà da quelle parti, loro la scambiano per una lottatrice del cibo, così Cass è costretta a prendere parte allo show “la lotta del cibo” e ad affrontare Bolton Gramercy. Intanto si scopre che Momokase è stata assoldata da Yama per rubare l’apparecchio anti gravità di Krei, ma non la paga finché non avrà tutto il dispositivo, mentre Cass vince la lotta contro Gramercy. Cass continua a partecipare alla lotta del cibo, e Hiro comincia ad avere dubbi su sua zia. Quella notte stessa, Hiro e Baymax seguono Cass, scoprendo la verità, e che stavolta sua zia affronterà Momokase, che ha rubato tutto l’apparecchio anti gravità di Krei, ma decide di non consegnarlo più a Yama. Hiro avverte la squadra, che cercano di prendere l'apparecchio anti gravità, ma Momokase li scopre, e va a fermarli, finché Hiro non prende l'apparecchio, e comincia a scombussolare la gravità, per poi farla ripristinare, mentre Cass imprigiona Momokase dentro una retina, che viene poi arrestata e denunciata da Krei.

## I boschi di Muirahara
Fred si incuriosisce su Go Go, pensando che quest'ultima stia nascondendo qualcosa al gruppo. Così, insieme a Hiro e Baymax, decidono di seguirla, scoprendo che va fuori città, nei boschi di Muirahara. Quando, tuttavia, cercano di scoprirla un po’ più da vicino, accidentalmente cadono in acqua, anche se vengono salvati da Baymax, che però, usciti dall'acqua, comincia ad impazzire. Rimasti da soli senza nessuna possibilità, Hiro e Fred dovranno tentare di cavarsela da soli senza la tecnologia. Durante il cammino, incontrano Ned Ludd, che si scopre essere un vecchio imprenditore che durante un viaggio nei boschi di Muirahara, stava per cadere da un dirupo con la sua macchina, finché non venne salvato dalla natura, e capendo che la tecnologia è cattiva, ha deciso di abbandonarsi nel bosco. Pensando che Baymax sia un pericolo, decide di eliminarlo, imprigionando anche Hiro e Fred. Dopo un po’, i due vengono raggiunti dal gruppo, che grazie ad un piano, riescono ad ingannare Ned, salvare Baymax e tornare in città.

## Modalità di errore
Viscidino ritorna sulla scena per rubare un quadro importantissimo di Lemoto Shimamoto, una pittrice molto famosa che ha vissuto molti anni prima a San Fransokyo. I Big Hero 6 però intervengono, riuscendo a sconfiggerlo. La seconda volta, Viscidino cerca di rubare nuovamente il quadro, ma i Big Hero 6 lo contrastano di nuovo, ma stavolta Viscidino fugge creandosi in acqua. Una volta solo, Viscidino scopre che può trasformarsi in acqua e in tante altre materie della natura. Così sfrutta i suoi poteri per prendere nuovamente il quadro, e stavolta ha la meglio, riuscendo a sconfiggere i Big Hero 6, e consegna il quadro al suo misterioso capo: Obake.

## L'appuntamento della zia Cass
Per evitare che sua zia scopra il suo segreto, Hiro decide di trovare un fidanzato per la zia così che lei non scoprirà il suo segreto. Dopo varie ricerche, alla fine Cass, accidentalmente, decide di uscire con Krei, il che non fa felice Hiro. Alla sera dell'appuntamento, Hiro e Baymax seguono Cass e Krei al loro ristorante, e decidono di entrare. Nel frattempo, Mel, un impiegato di Krei, lo sorprende nel bagno del ristorante, che lo mette al tappeto, e cambia la sua faccia con quella di Krei, per poi tornare nell'ufficio di Krei, accompagnando Cass. Hiro entra nel bagno, e trova il vero Krei, che lo libera, e insieme agli altri, raggiunge Mel nell'ufficio di Krei, che arriva i bodyguard robot di Krei da lui (Mel) costruiti che attaccano e sconfiggono i Big Hero 6. Tuttavia i bodyguard rintracciano anche Mel come minaccia, e lo inseguono, per poi scappare con Cass fino al bosco, dove vengono salvati dai Big Hero 6. Alla fine, Krei decide di licenziare e fare denuncia su Mel, che sarà obbligato a rimanere in prigione, anche se Mel lascia intendere a Krei che nemmeno questo lo fermerà.

## Il paziente impaziente
Obake assolda i Mad Jacks, una squadra di paracadutisti estremi, per rubare a Krei un chip consentente un sacco di informazioni private che lui vorrebbe conoscere. I Mad Jacks rubano il chip a Krei, e i Big Hero 6 intervengono per fermarli, ma vengono sconfitti. Il giorno dopo, Hiro affronta i Mad Jacks, anche se viene sconfitto di nuovo, e li viene la febbre. Ignorando i consigli datogli da Baymax, Hiro affronta ancora una volta i Mad Jacks, che stavolta lo fanno finire in un cassone della spazzatura, e Hiro si rompe una gamba. Costretto a rimanere a letto, Hiro (in modalità robot-drive) aiuta gli altri a sconfiggere i Mad Jacks e recuperare il chip di Krei. Tuttavia, Obake riesce ad ottenere le informazioni dal suo computer, scoprendo così il segreto di Hiro.

## Il signor Scintilla perde le sue scintille
Honey Lemon fa un video con protagonista Mochi, il gatto della zia di Hiro, che applaude lentamente. Il video diventa subito virale, e Mochi diventa una star, anche se questo non fa felice il signor Scintilla, conduttore di un programma televisivo, il quale scatena la sua ira, visto che i suoi fan non lo seguono più preferendo Mochi a lui, così per vendicarsi decide di rapire Mochi e di spedirlo nello spazio. I Big Hero 6 si dividono: mentre Hiro e Baymax aiuteranno Cass a trovarle il gatto, Fred, Wasabi, Honey Lemon e Go Go si recano dal signor Scintilla per salvare Mochi, che sono costretti a fare il gioco del signor Scintilla per riavere il gatto. Quando Fred, Wasabi e Honey Lemon vengono tutti sconfitti, rimane Go Go che riesce a terminare il gioco. Tuttavia, il signor Scintilla spedisce lo stesso Mochi nello spazio, anche se viene salvato più tardi da Baymax. Cass e Mochi possono così ritornare insieme.

## Applicazione Killer
Hiro viene costretto dalla professoressa Granville a lavorare con Wasabi ad un progetto, ed entrambi non sono felici di collaborare insieme. Nel frattempo, Obake prende il controllo di Noodle Burger Boy, un robot del ristorante Noodle Burger creato da Krei, che sotto copertura è in realtà un robot da combattimento, capace di prevenire le mosse. Quando Noodle Burger Boy rapisce Baymax, Wasabi e Hiro affrontano le loro divergenze, e collaborano insieme, riuscendo a fermare Noodle Burger Boy e salvare Baymax.

## Piccoli Hiro crescono
Hiro non viene ammesso in un corso allestito dal professor Trevor Trengrove, e viene perciò costretto a seguire il corso per bambini insieme a Baymax e Fred allestito da Wendy Wower, una vecchia studentessa dell'istituto. In seguito, Hiro, Baymax e Fred scoprono che Trengrove è in realtà un alleato di Yama, che l'ha ordinato a costruirgli un robot chiamato Mega Yama. I tre riescono ad entrare nel palazzo dove sono Wasabi, Go Go e Honey Lemon, ma ormai è troppo tardi: infatti Trengrove ha ordinato ai tre ragazzi di costruire Mega Yama, senza però dire a loro di cosa si trattasse. Yama e i suoi fuggono con Mega Yama, ma i Big Hero 6 li intercettano, riuscendo a sconfiggerli e distruggere Mega Yama. Successivamente, Hiro scopre dalla Wower che Granville insegnava all'istituto anche ai tempi della ragazza, e comincia a fare una ricerca su di lei.

## Kentucky Kaiju
Hiro non ha dei poteri, e questo lo rende geloso visto che gli altri hanno dei poteri. Così si costruisce una tuta nanotecnologica che gli dà il potere della forza.  Nel frattempo, Fred riceve un modello gigante di Kentucky Kaiju, e vuole farci un giro con i suoi compagni. Tuttavia, Obake ne prende il controllo e scatena il caos in città. Hiro, con i suoi poteri, cerca di fermarlo, ma la sua tuta viene distrutta, ma riesce a fermarlo lo stesso, capendo che per essere un supereroe si può anche non avere i poteri.

## Debole rivalità
Honey Lemon prende lezioni dal San Fransokyo Institute of Art, la scuola avversaria da molto tempo del San Fransokyo Institute of Technology. Quando scopre che i suoi compagni cercheranno di fare uno scherzo al San Fransokyo Institute of Art, Honey Lemon inizia a preoccuparsi, visto che gli altri sapranno del loro segreto. Così copre i suoi quadri, così che non lo scopriranno mai. In seguito, si recano nella casa di Lemoto Shimamoto, e trovano il suo diario segreto. Obake, vedendoli da uno schermo, realizza un piano per impossessarsi del diario: si traveste da un uomo che dice di chiamarsi Herman Ekabo, che riesce a convincere Honey Lemon a dargli il diario. Tuttavia, quando Honey Lemon scopre la verità, insieme agli altri acquisisce la posizione del diario nel rifugio di Obake, che però aveva preparato delle trappole. I Big Hero 6 all'inizio si trovano in difficoltà, ma poi riescono ad uscirne vivi, ma Obake è scomparso e ha lasciato il diario per terra. Successivamente, il gruppo dà il diario all'istituto, e Honey Lemon confessa agli altri il suo segreto.

## I fan dei Big Hero 6
Momokase viene liberata da Obake, che in cambio della sua libertà, stringe un patto con lui per fermare i Big Hero 6. Momokase organizza così una trappola per catturare i Big Hero 6, catturando prima Karmi, una studentessa compagna di Hiro (di cui lei ha una cotta segreta per Hiro supereroe, senza però conoscere la sua identità). Hiro, aiutato dagli altri, sopraggiunge sulla vecchia isola di Krei, ma vengono tutti catturati, e Momokase attiva l'auto distruzione per l'isola. Con l'aiuto di Baymax, Hiro, Karmi e il resto del gruppo riescono a liberarsi e a fuggire prima della distruzione dell'isola. In questa occasione, Baymax impara a usare la modalità Overdrive, con la quale si trasforma e diventa più potente, trasformando le sue ali in una spada, ma a costo di essere usata solo per un breve periodo, poiché l'utilizzo lo lascia con la batteria scarica.

## Mini-Max
Per aiutare Fred a sconfiggere i super criminali senza combinare pasticci, Hiro costruisce una versione piccola di Baymax, Mini-Max, per aiutarlo. Nel frattempo, però, Hiro continua la sua ricerca su Granville dopo ciò che le ha detto la Wower. Così, si reca nella prigione di massima sicurezza per super criminali della città, facendo visita a Callaghan (Yokai) chiedendo informazioni su Granville. Callaghan spiega che ella fu un'ottima insegnante, ma dopo un suo progetto andato male, decise di licenziarsi. Per ottenere maggiori informazioni, comunque, Hiro ritorna a scuola, dove viene sorpreso dai nuovi bodyguard della Granville. Tuttavia, Obake li manipola ordinandogli di attaccargli. Hiro e Granville riescono a rifugiarsi in un'aula, e Granville afferma che c'era uno studente che secondo lei aveva grandi speranze, finché qualcosa non andò storto quando il giovane creò un amplificatore di energia, che distrusse la scuola, e il ragazzo rimase ferito anche se riuscì a sopravvivere. Per aiutare il ragazzo, Granville si diede la colpa, dicendo che era un suo progetto. In seguito, Fred e Mini-Max (che erano stati contattati da Hiro) sopraggiungono a scuola, riuscendo a salvarli.

## Big Hero 7
Richardson Mole riscatta i Big Hero 6, minacciandoli di rivelare alla città le loro identità per farlo diventare uno di loro, per sconfiggere le alta tensione, che sono riuscite a scappare dalla prigione in cui sono state prigioniere. Hiro costruisce così una tuta per Mole, un prototipo piccolo simile al costume di Fred, e che può sparare fuoco. I Big Hero 7 (se si conta anche Mole) ottengono la posizione delle alta tensione, nella banca della città, dove con un po’ di problemi riescono comunque a sconfiggere le due criminali, e Mole decide di ritirarsi dalla squadra.

## Un grosso problema
A San Fransokyo arriva un nuovo mostro, che crea scompiglio nella città. I Big Hero 6 cercano quindi di fermarlo, ma il mostro è troppo potente per loro. Così per fermarlo decidono di investigare sul mostro, scoprendo che si tratta di Orso Knox, un miliardario della città che a causa di un esperimento è diventato un mostro incontrollabile. Inoltre, la squadra scopre che Knox sta arrivando alla loro scuola durante una festa in occasione dell'arrivo della scienziata Liv Amara. I Big Hero 6 organizzano quindi un piano per fermare Knox, il quale, lo fanno cadere in una trappola e riescono a fermarlo e sconfiggerlo.

## La vendetta di Von Vapor
Il barone Von Vapor ritorna sulla scena per vendicarsi dei Big Hero 6, stavolta costruendo un grande robot che distruggerà la città. Per contrastare Von Vapor, Fred chiede aiuto a suo padre che un tempo è stato un supereroe e Von Vapor era uno dei suoi principali nemici. Grazie ai consigli di suo padre, Fred diventa il Magnifico Boss (il nome da supereroe di suo padre) che viene catturato da Von Vapor, permettendo però ai suoi compagni di distruggere il robot. Nel corso della lotta, Obake li aiuta contro Von Vapor, che grazie al suo aiuto riescono a sconfiggerlo nuovamente. Tuttavia, si viene a sapere che Obake ha solamente aiutato i Big Hero 6 per prendere l'acqua.

## I Bot duelli
A seguito di alcune rapine andate a buon fine, Hiro decide di tornare nel mondo dell’illegalità, pensando che ci sia dietro Yama a queste rapine. Durante la missione, Hiro incontra Trina, una ragazza che ha da poco deciso di prendere parte ai bot duelli. Hiro ne diventa subito affascinato, tanto che si dimentica della missione. Così decide di tornarci ancora, incontrando sempre Trina e dimenticandosi della missione. Per far sì che questo finisca, Hiro organizza un piano: mentre lui combatterà contro Yama, gli altri entreranno nel suo ufficio e scoprire se è lui il responsabile delle rapine. Gli altri scoprono però che non è lui, così quando Hiro si ricongiunge con gli altri, scopre che c'è Trina dietro le rapine. Quando però i Big Hero 6 arrivano nel suo covo, quest'ultima manda i robot di sicurezza e fugge. Hiro e la sua squadra sconfiggono i robot, ma non riescono a catturare Trina. Nel frattempo, si scopre che ella è in realtà un robot costruito da Obake, il vero responsabile delle rapine.

## Obake Yashiki
I Big Hero 6 cercano di fermare Noodle Burger Boy, che sta cercando di rubare un oggetto importante alla Krei Tech. Durante la missione, Hiro vede suo fratello Tadashi, anche se è impossibile essendo morto. Noodle Burger Boy riesce a fuggire con l'oggetto. Nei giorni successivi, Hiro continua a vedere Tadashi, e perciò decide di indagarci sopra. Nel frattempo, gli altri cercano di fermare di nuovo Noodle Burger Boy, che vuole rubare un altro oggetto importante. Intanto, Hiro si reca in una casa stregata, dove qui si incontra faccia a faccia con il fratello. Tuttavia, mentre sta parlando con lui, Hiro si accorge che quello non è suo fratello, e che si tratta solo di un’illusione. La stessa cosa sta succedendo agli altri, dove hanno delle illusioni sulle loro più grandi paure, permettendo così a Noodle Burger Boy di prendere l'oggetto, che lo consegna ad Obake.

## Conto alla rovescia per la catastrofe
L'anno scolastico sta per terminare, e in occasione della fine gli studenti devono costruire un progetto. Hiro decide di costruire un amplificatore di energia, ma Granville non vuole. Nonostante ciò, Hiro disobbedisce alla sua professoressa, costruendo lo stesso l’amplificatore di energia. Nel frattempo, gli altri Big Hero 6 stanno escogitando un piano per fermare Obake. Chiedono così aiuto a Krei, per fare una conferenza stampa per promuovere un oggetto che Obake vuole. Hiro decide di non venire per costruire l'amplificatore. Il piano però va male, visto che Noodle Burger Boy riesce a prendere l'ultimo pezzo che Obake vuole. Hiro e Baymax decidono così di investigare su Obake, proprio durante la fiera della scienza. Quest'ultimi si recano in una casa abbandonata, dove trovano Obake, ma è in realtà un robot. Il vero Obake è infatti alla fiera della scienza, dove fa visita a Granville per poi andarsene. Go Go, Fred, Honey Lemon e Wasabi cercano di fermarlo, ma in suo aiuto arrivano Noodle Burger Boy, Momokase e Viscidino, che li attaccano. Hiro e Baymax arrivano per aiutarli, e Obake ne approfitta per rubare l'amplificatore di energia di Hiro. Granville riconosce le identità dei supereroi, per poi rivelare che è Obake lo studente che ha costruito il primo amplificatore di energia, e che si faceva chiamare Bob Aken. Poco dopo arrivati casa, Baymax manipolato da Obake, cattura Hiro che lo porta nel suo rifugio, dove li rivela che vuole riprovare la Grande Catastrofe, un evento che ha distrutto tutta San Fransokyo. Viscidino libera Hiro, perché non vuole aiutare Obake a distruggere la città. Hiro chiama gli altri per fermare Obake: Hiro e Fred useranno Kentucky Kaiju, Honey Lemon e Viscidino cercheranno di proteggere i cittadini, e Go Go e Wasabi fermeranno Momokase e Noodle Burger Boy. Il piano va a meraviglia: infatti i due criminali vengono finalmente sconfitti, e la città è salva. Il covo di Obake sta per distruggere, ma quest'ultimo decide di rimanerci accettando la sconfitta, mandando poi via Baymax, che ritorna da Hiro, mentre la squadra va a festeggiare la vittoria.